# Dawia
Dawia (prononciation : [ˈdavja]) est un village polonais de la gmina de Łyse dans le powiat d'Ostrołęka de la voïvodie de Mazovie dans le centre-est de la Pologne.
Il se situe à environ 30 kilomètres au nord d'Ostrołęka (siège du powiat) et à 131 kilomètres au nord de Varsovie (capitale de la Pologne).
Le village compte approximativement une population de 60 habitants en 2009.

## Histoire
De 1975 à 1998, le village appartenait administrativement à la voïvodie d'Ostrołęka.